# Escut de Campelles
L'escut oficial de Campelles té el següent blasonament:
Escut caironat: de sinople, una espasa d'or acostada de 2 ferradures d'or; el peu d'or, 4 pals de gules. Per timbre una corona mural de poble.

## Història
Va ser aprovat el 5 de juliol de 1996 i publicat al DOGC el 26 del mateix mes amb el número 2235.
L'espasa i les ferradures són els atributs del patró del poble, sant Martí, el qual, segons la llegenda, mentre anava a cavall, va tallar amb l'espasa un tros de la seva capa per aixoplugar un pobre home que es va trobar pel camí. Els quatre pals de Catalunya indiquen que Campelles fou el centre d'una batllia reial.